# Janina Hollich
Janina Hollich (* 1988 in Mannheim) ist eine deutsche Gesangspädagogin und Sängerin im Stimmfach Alt und Mezzosopran.

## Leben
Hollich begann ihre Gesangsausbildung im Alter von 16 Jahren. Im Jahr 2009 begann sie ihr Studium bei Gerhild Romberger an der Hochschule für Musik in Detmold in den Fächern Oper/Konzert und Gesangspädagogik. Dort sang sie 2011 für eine Aufnahme von Carl Reineckes Dornröschen. Im Jahr 2013 erlangte sie ihren Bachelor und schloss 2017 ihr Studium mit dem Konzertexamen ab. Ebenfalls im Jahr 2017 wurden Hollich und die Pianistin Yangfan Xu beim Internationalen Liedduo-Wettbewerb Rhein-Ruhr mit dem 2. Preis ausgezeichnet.
In ihrer Studienzeit sang Hollich die Opernrollen Dritte Dame in Mozarts Zauberflöte, Hänsel in Humperdincks Hänsel und Gretel, Olga in Tschaikowskis Eugen Onegin und die Lucretia in Brittens Schändung der Lucretia. Sie besuchte Meisterkurse bei Ingeborg Danz, Margreet Honig und Thomas Quasthoff.
2017 sang Janina Hollich mit der amerikanischen Sopranistin Megan Marie Hart unter der Leitung Lutz Rademachers in Gustav Mahlers Auferstehungssinfonie. Das monumentale Werk war auf Betreiben Rademachers zum ersten Mal in der Region Ostwestfalen-Lippe aufgeführt worden.
Weitere Konzertauftritte hatte Hollich in Mendelssohns Elias, Bachs Weihnachtsoratorium, Rossinis Petite Messe solennelle und Mozarts Requiem.
Hollich unterrichtet seit 2018 Gesang an der Hochschule für Musik Detmold.

## Diskografie
- Carl Reinecke: Dornröschen op. 139 (Catalina Bertucci, Gerhild Romberger, Markus Köhler, Maria Pönicke, Janina Hollich; Klavier: Peter Kreuz; Sprecher: Christian Kleinert) CPO 999870-2, Detmold, 2011[2]